# Crypto AG
Crypto AG era una empresa fabricante de máquinas de cifrado fundada por Boris Hagelin en 1952 en Steinhausen (Suiza). La empresa fue comprada en secreto conjuntamente por la Agencia Central de Inteligencia estadounidense (CIA) y el Servicio Federal de Inteligencia de Alemania Occidental (BND) en 1970, en una operación denominada "Rubikon". Esto les permitió romper las comunicaciones cifradas de otros estados al venderles productos con puerta trasera El BND se retiró de la empresa alrededor de 1993, y la CIA continuó como única propietaria hasta aproximadamente 2018.  
La empresa llegó a tener alrededor de 230 empleados, oficinas en Abiyán, Abu Dabi, Buenos Aires, Kuala Lumpur, Muscat, Selsdon y Steinhausen, y hacía negocios en todo el mundo.  Los propietarios de Crypto AG eran desconocidos, supuestamente incluso para los directivos de la empresa, y mantenían su propiedad mediante acciones al portador. Crypto AG vendió equipos a más de 120 países, incluidos India, Pakistán, Irán y varias naciones latinoamericanas. Aunque ni la Unión Soviética ni la República Popular China eran clientes de Crypto AG, varios de sus países amigos tenían los equipos de la empresa.
El 11 de febrero de 2020, The Washington Post, ZDF y SRF revelaron que Crypto AG había sido propiedad secreta de la CIA en una asociación altamente clasificada con la inteligencia de Alemania Occidental.  Entre las agencias de inteligencia que se beneficiaron de la Operación Rubikon se cuentan también la Agencia de Seguridad Nacional (NSA) estadounidense, la Sede de Comunicaciones del Gobierno (GCHQ) británica   y los servicios de inteligencia de Suiza.

## Historia
Crypto AG fue fundada en Suiza por el sueco nacido en Rusia, Boris Hagelin.  
Originalmente llamada AB Cryptoteknik y fundada por Arvid Gerhard Damm en Estocolmo en 1920, la empresa fabricó la máquina criptográfica mecánica C-36 que Damm había patentado. Después de la muerte de Damm, y justo antes de la Segunda Guerra Mundial, Cryptoteknik quedó bajo el control de Hagelin, uno de los primeros inversores.
La esperanza de Hagelin era vender el dispositivo al ejército de los Estados Unidos.  Cuando Alemania invadió Noruega en 1940, se mudó de Suecia a los EE. UU. y presentó el dispositivo a los militares, quienes a su vez lo llevaron al Servicio de Inteligencia de Señales y a los descifradores de códigos en Arlington Hall . Al final se le concedió un acuerdo de licencia. Durante la guerra se fabricaron 140.000 unidades para las tropas estadounidenses.
Durante su estancia en Estados Unidos, Hagelin se hizo amigo íntimo  de William F. Friedman, quien en 1952 se convirtió en criptólogo jefe de la Agencia de Seguridad Nacional (NSA) y a quien Hagelin conocía desde la década de 1930.   El mismo año, el abogado de Hagelin, Stuart Hedden, se convirtió en subcomandante de la CIA, inspector general.
En 1948, Hagelin se mudó a Steinhausen en Suiza para evitar impuestos.  En 1952 la empresa, que hasta entonces estaba constituida en Estocolmo, se trasladó también a Suiza.  La razón oficial fue que fue transferido como resultado de una nacionalización planificada por el gobierno sueco de contratistas de tecnología de importancia militar. Se creó una sociedad holding en Liechtenstein.
Durante la década de 1950, Hagelin y Friedman mantuvieron correspondencia postal frecuente, tanto personal como comercial. Crypto AG envió nuevas máquinas a la NSA y mantuvieron una discusión en curso sobre a qué países venderían o no los sistemas de cifrado, y a qué países venderían sistemas más antiguos y débiles. En 1958, cuando Friedman se jubiló, Howard C. Barlow, un empleado de alto rango de la NSA, y Lawrence E. Shinn, el directorio de inteligencia de señales de la NSA en Asia, se hicieron cargo de la correspondencia.
En junio de 1970, la empresa fue comprada en secreto por la CIA y el servicio de inteligencia de Alemania Occidental, BND, por 5,75 millones de dólares.  Este fue efectivamente el comienzo de la Operación Rubikon.  A Hagelin se le había pedido por primera vez que lo vendiera a una sociedad entre los servicios de inteligencia franceses y alemanes occidentales en 1967, pero Hagelin se puso en contacto con la CIA y los estadounidenses no cooperaron con los franceses. En ese momento, la empresa tenía 400 empleados y los ingresos aumentaron de 100.000 francos suizos en los años 50 a 14 millones de francos suizos en los años 70.
En 1994, Crypto AG compró InfoGuard AG, una empresa que proporciona soluciones de cifrado a bancos. 
En 2010, Crypto AG vendió GV LLC, una empresa de Wyoming que ofrece soluciones de cifrado e interceptación de comunicaciones. 
En 2018, se liquidó Crypto AG y se vendieron sus activos y propiedad intelectual a dos nuevas empresas. CyOne se creó para las ventas nacionales en Suiza, mientras que Crypto International AG fue fundada en 2018 por el empresario sueco Andreas Linde, quien adquirió la marca, la red de distribución internacional y los derechos de producto de la Crypto AG original. 
En 2020, tras una investigación parlamentaria se estableció que el gobierno suizo y sus servicios de inteligencia estaban al tanto de las actividades de espionaje de Crypto, con sede en Suiza, durante muchos años y se habían "beneficiado del espionaje liderado por Estados Unidos". 
La empresa y su historia fueron el tema del programa Archive on 4 de BBC Radio 4 en mayo de 2021. 

## Productos

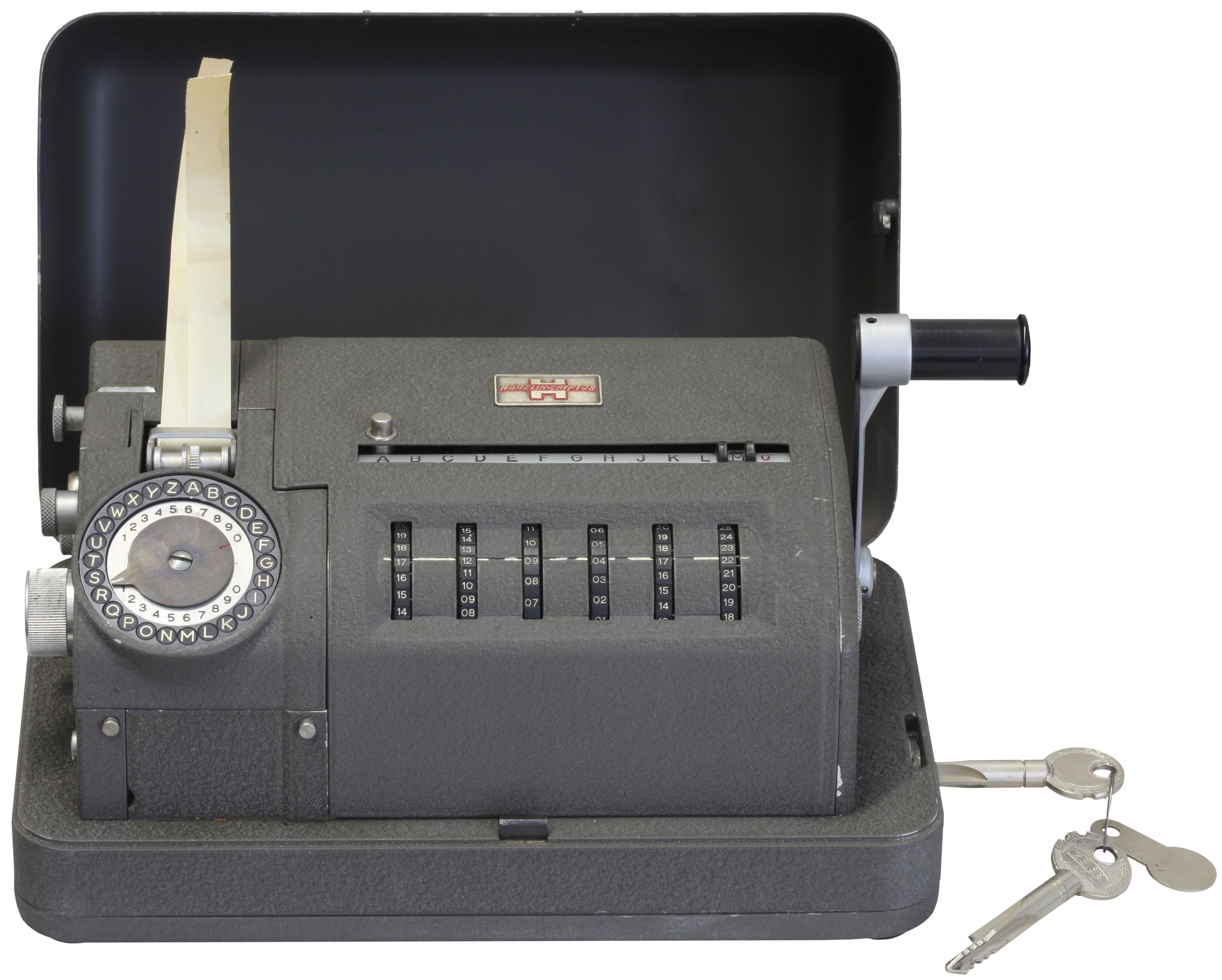
El CX-52

La empresa tenía en su cartera sistemas de cifrado de radio, Ethernet, STM, GSM, teléfono y fax.
- C-52
- CX-52
- CD-57
- HX-63

## Máquinas comprometidas
Según documentos parcialmente desclasificados del gobierno de EE. UU. publicados en 2015, en 1955 (justo después de que se agregase el cifrado a la Lista de municiones de EE. UU. el 17 de noviembre de 1954), el fundador de Crypto AG, Boris Hagelin, y William Friedman llegaron a un acuerdo verbal sobre las máquinas de cifrado C -52 que comprometían la seguridad de algunos de los compradores.  Hagelin mantuvo informados tanto a la Agencia de Seguridad Nacional (NSA) estadounidense como a su homóloga del Reino Unido, la Sede de Comunicaciones del Gobierno (GCHQ), sobre las especificaciones técnicas de las diferentes máquinas y qué países estaban comprando qué máquinas. Dicha información permitía a las agencias de inteligencia reducir substancialmente el tiempo necesario para descifrar el cifrado de mensajes producidos por tales máquinas. La relación secreta iniciada por el acuerdo también implicaba que Crypto AG no vendería máquinas como la CX-52, una versión más avanzada del C-52, a ciertos países; y la NSA redactó los manuales de operaciones para algunas de las máquinas CX-52 en nombre de la empresa, para garantizar que no se utilizara toda la potencia de las máquinas, reduciendo así nuevamente el esfuerzo para romper su cifra.
Entre los ejemplos más sonados de información lograda a través de las máquinas de Crypto, se cuentan:
- durante las negociaciones de Camp David entre Egipto e Israel, la NSA tuvo acceso a todas las comunicaciones entre el presidente egipcio Anwar el-Sadat y su gobierno en El Cairo;
- el contraespionaje estadounidense detectó que el hermano del presidente de EE UU Jimmy Carter recibía dinero del líder libio Muammar Gaddafi;
- durante la guerra de las Malvinas, Estados Unidos le pasó al Reino Unido información leída de máquinas Crypto en Argentina;
- el dictador panameño Manuel Antonio Noriega fue capturado por Estados Unidos cuando buscaba refugio en la Nunciatura de Panamá, al comunicar el hecho la Nunciatura al Vaticano usando una máquina de Crypto AG.

Crypto AG fue acusada  en varias ocasiones de manipular sus máquinas en connivencia con agencias de inteligencia como la NSA, el GCHQ y el Servicio Federal de Inteligencia Alemán (BND).   El gobierno de Argentina, tras perder la guerra de las Malvinas, la pidió explicaciones a Crypto sobre por qué los británicos habían conocido siempre de antemano los planes argentinos; el representante de la empresa adujo que debía ser porque habían roto algún sistema de comunicación de menor seguridad pero que las máquinas CAG 500 eran del todo indescifrables. Las sospechas de colusión surgieron de nuevo en 1986 tras el anuncio del presidente estadounidense Ronald Reagan de que, mediante la interceptación de las comunicaciones diplomáticas entre Trípoli y la embajada de Libia en Berlín Oriental, tenía pruebas irrefutables de que Muammar Gaddafi de Libia estaba detrás de un atentado con bomba en una discoteca de Berlín Occidental,  en represalia del cual Reagan ordenó el bombardeo de Trípoli y Bengasi.
Después del asesinato del ex primer ministro iraní Shapour Bakhtiar en 1991 se revelaron más pruebas que sugerían que las máquinas de Crypto AG estaban comprometidas. El 7 de agosto de 1991, un día antes de que se descubriera el cuerpo de Bakhtiar, el Servicio de Inteligencia iraní transmitió un mensaje codificado a las embajadas iraníes preguntando "¿Está muerto Bakhtiar?". Los gobiernos occidentales descifraron esta transmisión, lo que hizo que los iraníes sospecharan de sus equipos Crypto AG. 
Posteriormente, el gobierno iraní arrestó al principal vendedor de Crypto AG, Hans Buehler, en marzo de 1992 en Teherán . Acusó a Buehler de filtrar sus códigos de cifrado a la inteligencia occidental. Buehler fue interrogado durante nueve meses pero, al desconocer por completo cualquier defecto en las máquinas, fue liberado en enero de 1993 después de que Crypto AG pagara una fianza de 1 millón de dólares a Irán.  Poco después de la liberación de Buehler, Crypto AG lo despidió y trató de recuperar personalmente el dinero de la fianza de 1 millón de dólares. Los medios suizos y la revista alemana Der Spiegel retomaron su caso en 1994, entrevistaron a ex empleados y concluyeron que, de hecho, las máquinas de Crypto habían sido manipuladas repetidamente. 
Crypto AG rechazó estas acusaciones calificándolas de "pura invención", afirmando en un comunicado de prensa que "en marzo de 1994, la Fiscalía Federal suiza inició una amplia investigación preliminar contra Crypto AG, que concluyó en 1997 sin encontrar fundamento a las acusaciones de influencia de terceros o manipulaciones. Los comentaristas posteriores     no se conmovieron ante esta negación y afirmaron que era probable que los productos de Crypto AG estuvieran realmente manipulados. Le Temps argumentó que Crypto AG había estado trabajando activamente con los servicios secretos británicos, estadounidenses y de Alemania Occidental desde 1956, llegando incluso a manipular manuales de instrucciones para las máquinas por orden de la NSA.   Estas afirmaciones fueron por fin corroboradas por documentos del gobierno estadounidense parcialmente desclasificados en 2015. 
En 2020, una investigación realizada por The Washington Post, Zweites Deutsches Fernsehen (ZDF) y Schweizer Radio und Fernsehen (SRF) reveló que Crypto AG estaba, de hecho, totalmente controlada por la CIA y el BND. El proyecto, inicialmente conocido con el nombre en clave "Thesaurus" y luego como "Rubicón", operó desde el final de la Segunda Guerra Mundial hasta 2018.   
La decisión del gobierno suizo de imponer controles de exportación a Crypto International AG a raíz de las revelaciones de Crypto AG provocó tensiones diplomáticas con Suecia, lo que supuestamente llevó a este último a cancelar planes para celebrar los 100 años de relaciones diplomáticas con Suiza.  Se informó que los controles de exportación que impedían a las autoridades suecas obtener equipos de Crypto International fueron una de las razones detrás de la decisión de Suecia. 